# Hektor Łapicki
Hektor Łapicki (ur. w 1829 albo 1830 w Boczejkowie (powiat lepelski), zm. 25 lipca?/7 sierpnia 1904 w Gostkowie) – polski działacz w czasie powstania styczniowego, naczelnik cywilny województwa mińskiego w 1863 roku.

## Życiorys
Hektor Łapicki studiował do 1853 roku w Petersburgu. Przed powstaniem styczniowym został wciągnięty do prac powstańczych. Na przełomie marca i kwietnia 1863 roku uczestniczył w naradzie przywódców powstania na Litwie, w którym uczestniczył Zygmunt Sierakowski. Wkrótce został referentem naczelnika cywilnego powiatu mińskiego A. Wańkowicza, później został cywilnym naczelnikiem tego powiatu i wreszcie naczelnikiem województwa. Urząd ten stanowił do listopada 1863 roku, gdy został aresztowany. 
W czasie przesłuchań obszernie zeznawał na temat całej znanej mu struktury powstańczej. Uratował się od szubienicy, ale w kwietniu 1864 roku został skazany na zesłanie do guberni tomskiej, a jego majątek Ptycz uległ konfiskacie. Po kilku latach uzyskał zwolnienie i osiadł na Litwie, prawdopodobnie w powiecie borysowskim.

## Życie rodzinne
Był synem Jana, administratora dóbr w powiecie lepelskim, następnie właściciela Bucewicz w powiecie mińskim. Otrzymał od ojca majątek Ptycz, a jego żona (imię nieznane) Jakubowska wniosła w posagu majątek Ruda. Mieli syna Antoniego, który – będąc inżynierem kolejnictwa – budował kolej transsyberyjską. Miał brata Juliana, publicystę.
Po śmierci został pochowany w Czyżewie. Był dziadem Borysa Łapickiego i pradziadem Andrzeja Łapickiego.